# New York Pancyprian-Freedoms
New York Pancyprian-Freedoms, também conhecido como NY Pancyprian-Freedoms ou simplesmente Pancyprian-Freedoms, é um clube de futebol de Astoria, bairro no distrito do Queens, em Nova Iorque.  Atualmente disputa a Cosmopolitan Soccer League,  liga afiliada a USASA. A equipe possui três títulos da National Challenge Cup.

## História
De origem cipriota, a equipe foi fundada em 1974 e compete desde então a Cosmopolitan Soccer League, principal liga semi-profissional da cidade de Nova Iorque e filiada a USASA, portanto elegível para a National Challenge Cup. Nessa competição a equipe conseguiu conquistar o título em três oportunidades:1980, 1982 e 1983.
Entre 1999 e 2003 a equipe disputou a Premier Development League sobe o nome de New York Freedom.[carece de fontes?]

## Rivalidade
Seu maior rival é o Greek American AA, que também é de Astoria.

## Títulos
Campeão Invicto
| NACIONAIS      | NACIONAIS              | NACIONAIS | NACIONAIS         |
|                | Competição             | Títulos   | Temporadas        |
| -------------- | ---------------------- | --------- | ----------------- |
| Estados Unidos | National Challenge Cup | 3         | 1980, 1982 e 1983 |